# Campi Salentina
Campi Salentina es una localidad italiana de la provincia de Lecce, región de Puglia, con 10.908 habitantes.

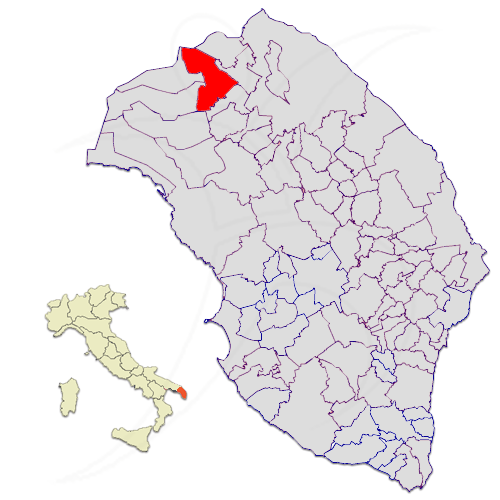
Ubicación de la ciudad de Campi Salentina dentro de la provincia de Lecce.

## Evolución demográfica
| Gráfica de evolución demográfica de Campi Salentina entre 1861 y 2001 |
|                                                                       |
| Fuente ISTAT - elaboración gráfica de Wikipedia                       |